# Championnat de Tunisie masculin de handball 2009-2010
Navigation
Saison précédente 2008-2009 Saison suivante 2010-2011
La saison 2009-2010 du championnat de Tunisie masculin de handball est la 55e édition de la compétition.
Le titre est joué dans le cadre du play-off qui consacre l'Espérance sportive de Tunis à l'issue d'une âpre lutte avec l'Étoile sportive du Sahel. 
Pour la relégation, les deux derniers de la première phase, l'Espoir sportif de Hammam Sousse et le Club sportif hilalien rétrogradent directement. Ils sont remplacés par les deux premiers de la Ligue B : le Club sportif de Hiboun et l'Union sportive sayadie.

## Clubs participants
- Association sportive d'Hammamet
- Club africain
- Club sportif hilalien
- El Baath sportif de Béni Khiar
- El Makarem de Mahdia
- Espoir sportif de Hammam Sousse
- Étoile sportive du Sahel
- Espérance sportive de Tunis
- Sporting Club de Moknine
- Stade nabeulien
- Union sportive de Gremda
- Union sportive témimienne

## Compétition
Le barème de points servant à établir le classement se décompose ainsi :
- Victoire : 3 points
- Match nul : 2 points
- Défaite : 1 point
- Forfait et match perdu par pénalité : 0 point

### Première phase
|    | Équipe                          | Pts | J  | G  | N | P  | Bp  | Bc  | Diff |
| -- | ------------------------------- | --- | -- | -- | - | -- | --- | --- | ---- |
| 1  | Espérance sportive de Tunis (T) | 63  | 22 | 20 | 1 | 1  | 670 | 525 | 145  |
| 2  | Étoile sportive du Sahel (C)    | 60  | 22 | 18 | 2 | 2  | 592 | 484 | 108  |
| 3  | Sporting Club de Moknine        | 53  | 22 | 13 | 5 | 4  | 607 | 548 | 59   |
| 4  | Association sportive d'Hammamet | 53  | 22 | 14 | 3 | 5  | 562 | 504 | 58   |
| 5  | Club africain                   | 50  | 22 | 13 | 2 | 7  | 582 | 535 | 47   |
| 6  | El Makarem de Mahdia            | 44  | 22 | 10 | 2 | 10 | 590 | 598 | -8   |
| 7  | Union sportive témimienne       | 36  | 22 | 6  | 2 | 14 | 588 | 613 | -25  |
| 8  | Union sportive de Gremda (P)    | 36  | 22 | 6  | 2 | 14 | 571 | 638 | -67  |
| 9  | El Baath sportif de Béni Khiar  | 35  | 22 | 5  | 3 | 14 | 545 | 599 | -54  |
| 10 | Stade nabeulien                 | 34  | 22 | 5  | 2 | 15 | 576 | 651 | -75  |
| 11 | Espoir sportif de Hammam Sousse | 32  | 22 | 4  | 2 | 16 | 565 | 638 | -73  |
| 12 | Club sportif hilalien (P)       | 32  | 22 | 4  | 2 | 16 | 576 | 691 | -115 |

### Play-off
Le play-off se déroule en matchs éliminatoires (aller et retour) entre les quatre premiers du classement :
|  | Demi-finales    | Demi-finales | Demi-finales | Demi-finales | Demi-finales |  |             | Finale                 | Finale | Finale | Finale | Finale |
|  |                 |              |              |              |              |  |             |                        |        |        |        |        |
|  |                 |              |              |              |              |  |             |                        |        |        |        |        |
|  | (1) ES Tunis    | 2            | 29           | 25           |              |  |             |                        |        |        |        |        |
|  | (4) AS Hammamet | 0            | 22           | 21           |              |  |             |                        |        |        |        |        |
|  |                 |              |              |              |              |  |             |                        |        |        |        |        |
|  |                 |              |              |              |              |  | ES Tunis    | 2                      | 23     | 26     |        |        |
|  |                 | ES Sahel     | 0            | 22           | 21           |  |             |                        |        |        |        |        |
|  |                 |              |              |              |              |  |             |                        |        |        |        |        |
|  |                 |              |              |              |              |  |             | Match pour la 3e place |        |        |        |        |
|  |                 |              |              |              |              |  |             |                        |        |        |        |        |
|  | (2) ES Sahel    | 2            | 19           | 22           |              |  | AS Hammamet | 1                      | 22     |        |        |        |
|  | (3) SC Moknine  | 1            | 13           | 20           | -            |  |             | SC Moknine             | 0      | 21     |        |        |

|  | Suivi de la série. |

|  | Score de l'équipe recevante. |

|  | Score de l'équipe en déplacement. |

### Ligue nationale B
- Union sportive sayadie : 61
- Club sportif de Hiboun : 59
- Aigle sportif de Téboulba : 54
- Stade tunisien : 50
- Jeunesse sportive kairouanaise : 49
- Sporting Club de Ben Arous : 44
- Jeunesse sportive de Chihia : 41
- Croissant sportif de M'saken : 39
- Jendouba Sports : 38
- Club sportif de Sakiet Ezzit : 35
- Club olympique de Médenine : 34
- Handball Club de Djerba : 21

La décision de constituer deux poules de huit clubs chacune pour la saison suivante amène à annuler la relégation et à promouvoir quatre clubs de la division d'honneur: l'Association sportive de handball de l'Ariana, le Stade sportif midien, El Menzah Sport et le Club athlétique bizertin.

## Champion
- Espérance sportive de Tunis
  - Président : Hamdi Meddeb
  - Président de section : Kaïs Attia
  - Entraîneur : Néjib Ben Thayer
  - Effectif : Wassim Helal, Slim Zehani, et Amor Ben Sassi (GB), Bassem Mrabet, Moslem Karray, Anis Gatfi, Naceur Chabbah, Houssam Hmam, Mourad Settari, Jabeur Yahiaoui, Mahmoud Gharbi, Farès Ben Aissa, Wael Horri, Youssef Ben Ali, Khaled Hidri, Slim Henia, Brahim Lagha, Marouène Ben Abdallah, Walid Ben Romdhan, Elyès Hachicha, Imed Zorgani[1]